# Nya rum
Nya rum var ett halvtimmeslångt TV-program som 2002-2005 gick på den svenska kanalen SVT 1 i tre säsonger. I programmet fixade örebroaren Ernst Kirchsteiger till fula och osköna rum och gjorde dem trevligare. Programmet kom till efter SVT:s succé Sommartorpet som även det leddes av Kirchsteiger.  

## Säsong 1 2002
Serien med tio avsnitt marknadsfördes som "Sommartorpets höstupplaga", och visade varje onsdag hur programledaren Bella Linde, inredaren Ernst Kirchsteiger och snickaren Mathias Alton omvandlar ett lantligt beläget sekelskifteshus. Första avsnittet sändes onsdagen den 2002-10-16 kl 20:00-20:30. Det sista programmet för säsongen var en julspecial 2002-12-18.

## Säsong 2 2003-2004
I denna säsong frångick man konceptet med att följa ett och samma husprojekt, utan lät istället Bella Linde, Ernst Kirchsteiger och Mathias Alton göra besök hos olika familjer runt om i landet under de tio avsnitten. Ett återkommande inslag var olika decenniers inrednings- och stilideal. Bland annat avhandlades 1940-talet i avsnitt 1 och 1970-talet i avsnitt 9. Serien började sändas onsdagen den 2003-11-12 kl 20:30-21:00 och avslutades efter årsskiftet den 2004-01-14 kl 21:00-21:30. Avsnitt 7 var en julspecial och avsnitt 8 en nyårsspecial.

## Säsong 3 2005-2006
10 avsnitt med olika teman i varje program. Första avsnittet sändes tisdagen den 2005-11-15 kl 21:30-22:00 under temat "allmoge", och serien avslutades 2006-01-17 med att handla om scenografi.